# 里奇維爾 (紐約州)
里奇維爾（英語：Richville）是位於美國紐約州聖羅倫斯縣的村。

## 人口
根據2020年美國人口普查的數據，里奇維爾的面積為1.91平方千米，皆為陸地。當地共有人口234人，而人口密度為每平方千米123人。